# Антанас Мяркіс
Анта́нас Мяркі́с (лит. Antanas Merkys; 1 лютого 1887 — 5 березня 1955) — литовський військовий і державний діяч, міністр оборони Литви, голова уряду Литви, виконувач обов'язків президента Литви (1940). Випускник Київського університету (1916), професійний юрист.
Жертва сталінського окупаційного терору.

## Життєпис
Народився у родині незаможних селян. У юності навчався в російській Олександрійській гімназії Риги (Латвія), потім на юридичному факультеті Тартуського університету.
У 1916 заочно закінчив юридичний факультет Київського університету.

### Кар'єра
Під час Першої світової війни він служив у російській царській армії на Румунському фронті, де познайомився з українською національною справою, був свідком українізації військових частин російської армії. Після здобуття незалежності Литви 1918 став біля витоків армії новоствореної держави, був комендантом залізничних вузлів великих міст Литви. З березня по серпень 1919 обіймав посаду міністра оборони Литви.
У 1922 перервав військову кар'єру і став професійним політиком. Належав до числа наближених людей до президента Смятони.
Після перевороту 17 грудня 1926 президент Антанас Смятона знову призначив його міністром оборони, а в 1927 він став комісаром уряду міста Клайпеда — найскладнішої у політичному сенсі території Литви.
У 1932 відсторонений від посади через конфлікт з місцевою німецькою громадою, тому знову заробляв собі на життя як адвокат.
У 1933 призначений міським головою столиці Литви — Каунаса, був дуже популярним серед литовців.
У 1936 став депутатом 4-го Сейму, балотувався на посаду на спікера парламенту, але поступився Константінасу Шакенісу.
У жовтні 1939 призначений представником уряду Литви у Вільнюсі, щойно анексованим у Польщі.
17 листопада 1939 президент Антанас Смятона призначив його прем'єр-міністром — цю посаду він обіймав до початку радянської окупації в червні 1940.

### У час радянської окупації
16 червня 1940, після еміграції останнього довоєнного президента Литви Смятони до Німеччини, обійняв на кілька днів посаду голови держави. Тоді ж прийняв сталінський ультиматум і призначив на посаду прем'єр-міністра агента московських спецслужб Юстаса Паляцкіса. Попри покірне ставлення до всіх примх радянського окупаційного режиму, швидко потрапив у немилість. Відчуваючи фізичну загрозу з боку комуністів намагався таємно емігрувати до Швеції, але 17 липня 1940 заарештований в аеропорту Риги та разом із сім'єю депортований до Саратова. Там слідчі НКВС призначили Президенту Литви покарання у таборах ГУЛАГу СРСР — на 25 років.

### Смерть
Проте в 1954, після смерті Сталіна, Мяркіс був помилуваний та звільнений з ГУЛАГу, але йому було заборонено повертатися до Литви. До кінця свого життя Мяркіс мешкав біля Володимира-на-Клязьмі, де і помер у спецлікарні в 1955. Місце поховання невідоме.
Після 1991 у Литві зробили символічну могилу Антанаса Мяркіса — на цвинтарі у місті Каунас.

### Мяркіс та Україна
Підтримував політику президента Смятони на співпрацю з Організацією Українських Націоналістів (ОУН), лідеру яких — Євгену Коновальцю — було видано паспорт громадянина Литви.